# Darth Bane
Darth Bane is een personage uit een boekenreeks van de serie Star Wars. Hij herstelt de Darth-Titel, die ieder wezen aan moet nemen als hij zich wil aansluiten bij de Orde van de Sith-Lords. Ook stelt hij the Rule of Two in om een machtsstrijd te voorkomen: slechts 1 Meester en 1 Leerling. 
Bane was een van de Sith-Lords die op de planeet Ruusan tegen de Jedi vochten. Toen de partij van de Sith uiteen dreigde te vallen door onderlinge twisten, leek de veldslag beslecht. De leider van de Sith bedacht toen de "gedachtebom", een destructief wapen , dat niet alleen de Jedi vernietigde, maar ook de Sith en de planeet Ruusan. Darth Bane ontkwam, en hij was dus de enige nog levende Sith. Het was Lord Bane die besliste dat er nooit nog meer dan twee Sith mochten zijn, een meester en een leerling. Dit was dé oplossing voor de onderlinge machtsstrijd van de Sith.
Voor zijn tijd als Sith was Des (zijn echte naam) een arbeider in de Cortosismijnen voor een bedrijf genaamd ORO en werd gevonden door een Sith genaamd Kopecz. Die bracht hem naar een trainingsfaciliteit waar alleen degenen kwamen die buitengewoon sterk in the force waren. Daar heeft Des zijn Darth-Titel aangenomen. Darth Bane is deze nieuwe naam. Na veel studies in het verleden van de Sith is Bane het niet eens met de manieren van lesgeven op Korriban. Hij besluit zich daartegen te verzetten, wanneer hij meer komt te weten over de wijzen binnen de Sith. Hij wil niet langer deel uitmaken van het verbond van Lord Kaan op Korriban, the brotherhood of darkness. Hij vertrekt naar een planeet waar hij over gelezen heeft in zijn studies op Korriban. Lehon was de naam van die planeet. Daar heeft hij gevonden wat hij zocht. Een Holocron met daar op de lessen van Darth Revan. Hieruit maakt Bane op dat in de hiërarchie van de Sith er een moet zijn met de meeste macht (Sith-Meester) en een ander die naar die macht verlangt (Sith-Leerling): The Rule of Two. Wanneer een van de twee sterker is dan de ander moet deze de zwakke Sith doden en een nieuwe Leerling aannemen. Lord Kaan heeft een 'gelijkheid' gebracht, die alleen maar machtsstrijd veroorzaakt waaruit de Jedi hun voordeel kunnen halen.
Op de planeet Ruusan was een veldslag gaande tussen de Sith en de Jedi. Bane is gekomen om de Sith en de Jedi beiden in een klap uit te roeien. Hij zorgt ervoor dat de Sith, die aan de winnende hand waren, moeten vluchten voor de overgebleven Jedi. De Jedi hebben door een list van Bane toch versterking gekregen om de Sith te verslaan. Bane verafschuwt immers de huidige Sith en wil een nieuwe orde starten, wetende dat hij dan eerst alle overgebleven Sith moet uitroeien voordat zijn visie waarheid kan worden: Een Meester en een Leerling. Ook wordt de Darth-Titel in ere hersteld. Alle Sith zullen worden gedoopt tot een Darth-naam. Totdat de tijd rijp is zullen de Sith zich verschuilen en hun machtsgebied uitbouwen. Deze tijd van geheimhouding zal duren tot aan de tijd van Darth Sidious en Darth Maul. Het duurt een millennium voordat Maul zich laat zien op Tatooine en zich bekendmaakt aan de Jedi, die dachten dat de Sith uitgestorven waren.